# Islam in Slowakije

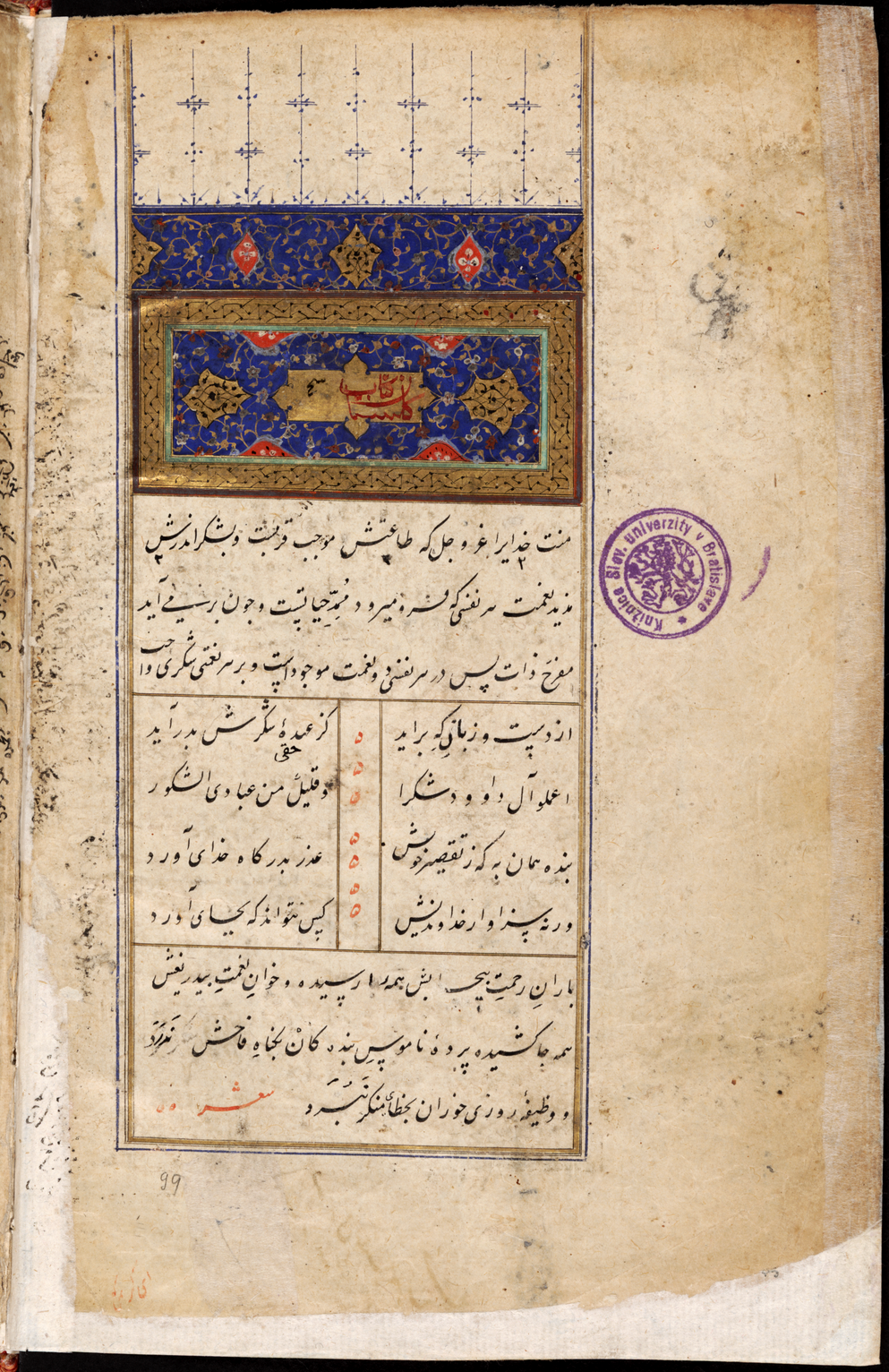
Een kopie van Saadi Shīrāzī's werk - Universiteitsbibliotheek van Comeniusuniversiteit Bratislava

Volgens het Štatistický úrad Slovenskej republiky (Bureau voor de Statistiek van de Slowaakse republiek) waren er volgens de volkstelling van 2021 3.862 moslims in Slowakije, wat ongeveer 0,07% van de totale bevolking van 5,445 miljoen was. De islam vormt hiermee een kleine religie in het land.
In 2021 had de gemeente Ratka met 4,56% het hoogste percentage moslims in Slowakije - 15 van de 329 inwoners waren toentertijd moslims. In Petrova Lehota woonden 5 moslims op 199 inwoners, waarmee 2,51% van de bevolking moslim was. Er waren vier gemeenten waar meer dan honderd moslims woonden, alle vier stadsdelen van Bratislava, waaronder Petržalka (196 moslims), Ružinov (184 moslims), Nové Mesto (102 moslims) en Staré Mesto (100 moslims).